# Edith Steinkerk (Nieuw-Bergen)
De Edith Steinkerk is een kerk te Nieuw-Bergen in Limburg, gelegen aan Murseltseweg 4.

## Geschiedenis
Nieuw-Bergen kwam tot stand vanaf ongeveer 1955. Het ligt ongeveer 1 kilometer van "Oud-Bergen" verwijderd en naarmate het nieuwe dorp groeide ontstond behoefte aan een kerk. In 1975 werd een noodkerk (kerkvoorziening) gerealiseerd in een leegstaande constructiewerkplaats. Het was een hulpkerk van de Bergense parochie.
Aangezien het gebouw niet meer uitstraling had dan van een constructiewerkplaats kan worden verwacht, besloot men in 1998 om het geheel iets meer op een kerk te doen lijken. Er kwam een tuintje met daarin een houten kruis met de tekst: Woar ziede geej? (waar ben je). In 2000 kreeg het kerkje een patroonheilige: Edith Stein. In 2004 werd ook een klokkenstoel met klokje. Ook werd er gewerkt aan een waardiger kerkmeubilair, waarbij kunstenaar Peter Verheijden zijn diensten heeft aangeboden.